# Рудники Еді-Крік/Вау
Рудники Еді-Крік/Вау – колишні гірничодобувні майданчики у Меланезії, в державі Папуа Нова Гвінея.
Ще в 1910 році виявили алювіальний розсип золота в струмку Коранга-Крік поблизу Вау (у високогір’ї приблизно за вісім десятків кілометрів на південний захід від Лае), а в 1922 – 1923 роках цей поклад віднайшов та таємно розробляв один з золотошукачів. Невдовзі чутки про це поширились та викликали появу в регіоні нових старателів. В 1926-му два золотошукачі знайшли багатий алювіальний розсип у струмку Еді-Крік (кілька кілометрів на захід від Вау), після чого сюди сталось загострення «золотої лихоманки» і за шість місяців в районі вже діяли п’ять сотень іноземних золотошукачів та півтори тисячі туземних працівників. За перший рік старателі в сукупності видобули біля 3 тонн золота.
Тим часом першовідкривачі створили Big Six Syndicate, який спершу отримав права на частину ділянок, а потім відстояв їх у арбітражній процедурі. В 1927-му в Еді-Крік виявили корінне золото і того ж року Big Six Syndicate продав свої права компанії Ellyou Corporation, що належала британському підприємцю Леслі Уркварту (відомий, зокрема, втратою гірничодобувних концесій в Росії унаслідок їх конфіскації комуністичною владою). Далі Ellyou Corporation сформувала під проект компанію  New Guinea Goldfields (NGG), яку вивела на австралійську фондову біржу та отримала таким чином капітал, необхідний для облаштування рудника. Розробку чотирьох покладів організували через 5 шахт – Еді 1, Еді 2, Еді 3, Еді 4 та Карука, найбільшою з яких була Еді 4, що досягнула глибини у 150 метрів. Від Вау до Еді-Крік проклали дорогу завдовжки 14 км та лінію електропередач. Видобуток стартував в 1936-му та тривав до 1941-го, коли унаслідок страйку працівників відбулось затоплення рудника. За цей час видобули 200 тисяч тонн руди, з якої за допомогою цианування вилучили 1,9 тонни золота та 7,9 тонн срібла. 
Втім, розробка золоторудного поля Моробе (таку назву отримала сукупність знахідок в районі Вау) не обмежувалась діяльністю рудника Еді-Кірк. Та сама NGG вела роботи на руднику Голден-Ріджес поблизу самого Вау, крім того, діяв належний іншому інвестору великий рудник Булоло і продовжували мити золото численні старателі. Пік видобутку припав на 1938 рік, коли в сукупності змогли випустити 12,5 тонн золота (можливо відзначити, що Булоло досягнула піку пізніше, з показником у 5,7 тонн золота). На той час на копальнях Моробе працювало сім сотень іноземців та понад шість тисяч туземців.
В січні 1942-го японці здійснили бомбардування аеродрому Булоло, після чого всіх іноземців евакуювали, при цьому зруйнували більшість об’єктів рудників та інфраструктури. Втім, фабрика з вилучення золота на Еді-Крік залишилась неушкодженою і після війни NGG перебазувала її на рудник біля Вау, де відновила видобуток в 1949 році. Ще однією зміною було радикальне зменшення транспортних перевезень літаками, оскільки під час бойових дій союзники проклали дорогу між Вау та Лае (можливо відзначити, що за останній населений пункт в 1943-му відбулась багатомісячна битва, а у Вау перебувала важлива база союзних сил).
Підземні роботи тривали у Вау до 1960-х років, коли перейшли на відкритий спосіб видобутку. При цьому станом на середину 1960-х саме рудник у Вау залишився єдиним діючим гірничодобувним підприємством Папау Нової Гвінеї.
Станом на кінець 1970-х копальня Вау перебувала у непростому становищі, проте продовжувала роботу з вилучення окислених руд, а в 1985-му навіть ввела в дію нову фабрику з вилучення золота за технологією «вугілля-в-пульпі» (Carbon In Pulp).
Нарешті, в 1990-му рудник Вау припинив свою роботу.